# Giuseppe Antonio Bernabei
Giuseppe Antonio Bernabei (Roma, 1649 – Monaco di Baviera, 9 marzo 1732) è stato un compositore italiano.

## Biografia
Figlio di Ercole Bernabei, nel 1665 succedette al padre come organista di San Luigi dei Francesi. Si recò a Monaco insieme al padre e nel 1677 fu nominato vicemaestro della cappella di corte. Nel 1688 subentrò al padre nel posto di maestro di cappella della Corte bavarese. 
Quindici delle sue opere si sono in gran parte conservate. Inoltre scrisse musica sacra in stile tradizionale. Ebbe come allievo Meinrad Spieß.

### Oratori
- Il cieco nato (1675, Roma, Oratorio del Ss. Crocifisso di S. Marcello)
- La santissima croce ritrovata da Santa Elena imperatrice (1675, Roma, Oratorio del Ss. Crocifisso di S. Marcello)
- Ester, liberatrice del popolo ebreo (1675, Roma, oratorio di San Giovanni dei Fiorentini)
- Il Niceta

### Opere
- Alvilda in Abo (prima rappresentazione il 10 febbraio 1678 a Monaco di Baviera)
- Enea in Italia (prima rappresentazione il 26 luglio 1678 a Monaco di Baviera)
- Ascanio in Alba (prima rappresentazione il 19 febbraio 1686 a Monaco di Baviera)
- La gloria festeggiante (prima rappresentazione il 18 febbraio 1688 a Monaco di Baviera)
- Diana amante (prima rappresentazione il 26 febbraio 1688 a Monaco di Baviera)
- Il trionfo d'Imeneo (prima rappresentazione il 22 novembre 1688 a Monaco di Baviera)
- Il segretto d'amore in petto del savio (prima rappresentazione il 7 febbraio 1690 a Monaco di Baviera)

### Musica sacra
- Exurgat Deus, mottetto a 3 voci e continuo, in Raccolta di Giovan Battista Caifabri... (Roma, 1675)
- Sex missarum brevium, cum una pro defunctis. Liber I (Vienna, 1710), [7 messe a 4 voci, coro di ripieno, archi e basso continuo]

### Musica profana
- Duetti Lungi dall'idol mio (soprano e contralto) e Lontananza crudel (due soprani), Bologna, Museo internazionale e Biblioteca della musica, V.195

### Musica strumentale
- Orpheus ecclesiasticus symphonias varias ... (Vienna, 1698) [12 sonate per 2 violini e basso continuo)